# چارلی هاوچین
چارلی هاوچین (به انگلیسی: Charlie Houchin) (زادهٔ ۳ نوامبر ۱۹۸۷) شناگر اهل ایالات متحده آمریکا است.